# Petite vanesse
Aglais milberti
Espèce
La Petite vanesse (Aglais milberti) est une espèce nord-américaine de lépidoptères de la famille des Nymphalidae, de la sous-famille des Nymphalinae et de la tribu des Nymphalini.

## Dénomination
Nymphalis milberti (Jean-Baptiste Alphonse Dechauffour de Boisduval, 1819) protonyme.
Synonyme : Vanessa milberti Godart, 1819

### Noms vernaculaires
La Petite vanesse se nomme Milbert's Tortoiseshell ou Fire-rim Tortoiseshell en anglais.

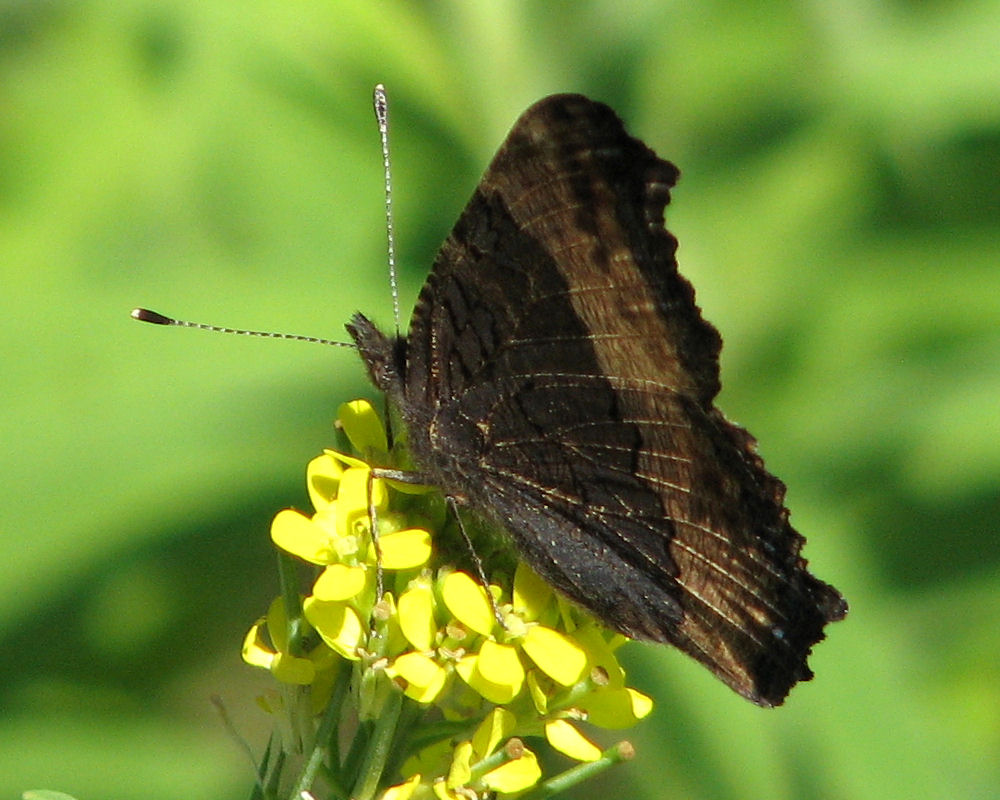
revers de la Petite vanesse

### Sous-espèces
- Aglais milberti milberti
- Aglais milberti furcillata (Say, 1825) dans le Colorado
- Aglais milberti pullum (Austin, 1998) en Arizona
- Aglais milberti viola (dos Passos, 1938)[1].

## Description
La Petite vanesse est un papillon à fine bordure marron ornée de chevrons bleus, à très large bande submarginale orange et jaune et à partie basale marron ornée aux antérieures de deux bandes partielles orange.
Le revers est marron terne avec large bande submarginale ocre terne.
Elle est plus petite que les autres vanesses, son envergure est comprise entre 34 et 63 mm,.

### Chenille
La chenille est noire ornée d'épines noires ramifiées.

## Biologie

### Période de vol et hivernation
La Petite vanesse vole d'avril à octobre en deux ou trois générations et ce sont les adultes qui hivernent.

### Plantes hôtes
Les plantes hôtes des chenilles sont des Urtica : Urtica dioica et Urtica procera.

## Écologie et distribution
Ce papillon est présent en Amérique du Nord en Alaska, dans tout le Canada au sud de la Toundra et dans le nord et sur la côte ouest des États-Unis. 

### Biotope
La Petite vanesse réside en lisière de forêt et dans les clairières.

### Protection
Pas de statut de protection particulier.

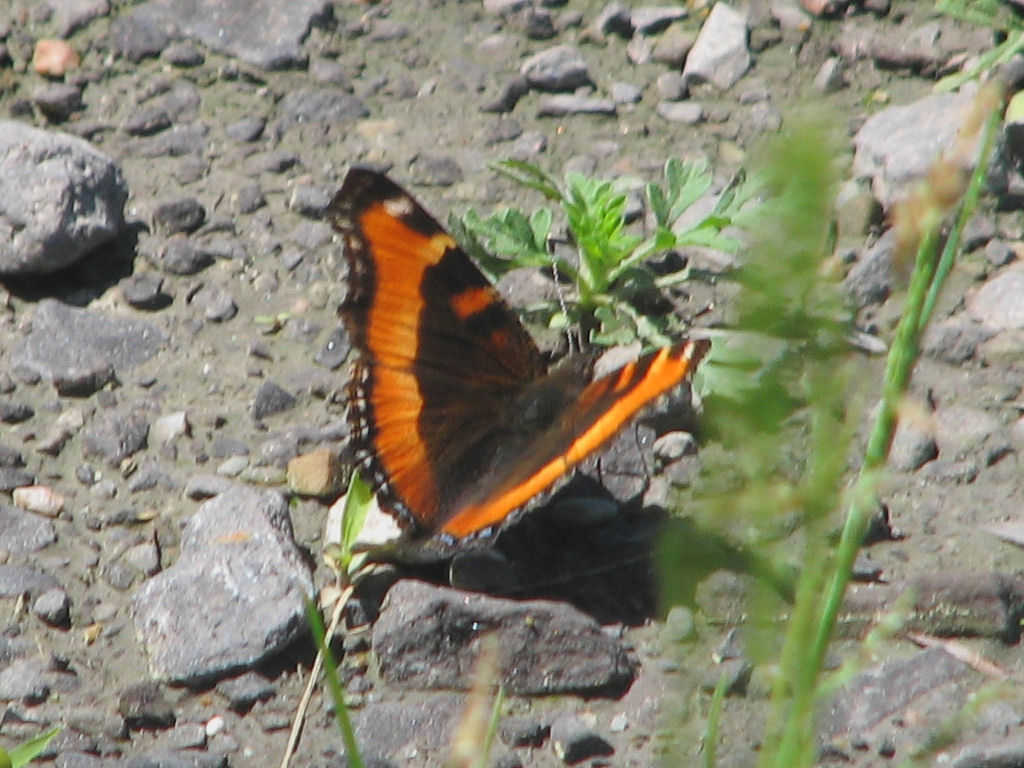
Petite vanesse.